# Eunice Newton Foote
Eunice Newton Foote (Goshen, Connecticut, 17 de juliol de 1819 - Lenox, Massachusetts, 30 de setembre de 1888) va ser una científica, física, climatòloga pionera, inventora i promotora estatunidenca dels drets de la dona de Seneca Falls (Nova York).
Va ser la primera persona científica que va experimentar l'efecte d'escalfament de la radiació solar sobre diferents gasos i va teoritzar que el canvi de proporció de diòxid de carboni a l'atmosfera faria augmentar la temperatura del planeta, en el seu article Circumstances affecting the Heat of the Sun's Rays a la conferència de l'American Association for the Advancement of Science (AAAS). El seu treball, que teoritzava per primera vegada l'existència de l'efecte d'hivernacle i anticipava la ciència climàtica, no va poder ser llegit per la seva pròpia autora. Potser perquè a les dones encara no se'ls permetia presentar articles a l'AAAS en aquella època, el professor Joseph Henry, de la Smithsonian Institution, va lliurar l'article que identificava la investigació com a obra de Foote. Tot i els resultats de la seva investigació, Foote va ser condemnada a l'oblit més de 150 anys.

## Biografia
Va néixer com a Eunice Newton a Goshen (Connecticut), però va créixer a Bloomfield (Nova York). La seva mare era Thirza Newton, i el seu pare era Isaac Newton Jr., originari de Goshen i més tard agricultor i empresari a East Bloomfield (Nova York). Va tenir sis germanes i cinc germans.
Eunice va assistir al Seminari Femení de Troy (Nova York) (més tard reanomenat Emma Willard School) el 1836-37, on va aprendre teoria científica de la mà d'Amos Eaton, i també química i biologia fundacional en una facultat de ciències propera. Allà va ser influenciada pels llibres d'Almira Hart Lincoln Phelps, germana d'Emma Willard, que va ser una dona pionera en ciències, una experta en botànica i la tercera membre de la AAAS.
El 12 d'agost de 1841 es va casar amb Elisha Foote, un jutge, estadístic i inventor d'East Bloomfield amb qui va viure a Seneca Falls i més tard a Saratoga Springs (Nova York). Amb ell va tenir dues filles: Mary Foote (1842–1931), artista i escriptora, que es va casar amb el senador John B. Henderson; i Augusta Newton Foote (1844-1904), escriptora, que es va casar amb Francis B. Arnold. Eunice i Elisha van tenir sis nets, tres per cada filla.

## Carrera
Com a membre del comitè editorial de la Convenció de Seneca Falls de 1848, la primera convenció sobre drets de les dones, Foote va ser una de les persones signants de la Declaració de Sentiments de la convenció, que exigia la igualtat amb els homes en l'estatus social, així com també els drets legals incloent-hi el dret a vot. El seu marit, Elisha Foote, també era signant de la declaració. Va ser una de les cinc dones que van preparar els actes de la convenció per a la seva publicació.
Circumstances affecting the Heat of the Sun's Rays va ser publicat el 1856 a Saratoga Springs (Nova York).

### Recerca
Foote va realitzar una sèrie d'experiments que van demostrar les interaccions dels raigs del sol sobre diferents gasos. Va utilitzar una bomba d'aire, quatre termòmetres i dos cilindres de vidre. Primer va col·locar dos termòmetres a cada cilindre; llavors, mitjançant la bomba d'aire, va evacuar l'aire d'un cilindre i el va comprimir en l'altre. Permetent que els dos cilindres arribessin a la mateixa temperatura, va col·locar els cilindres a la llum del sol per mesurar la variació de temperatura un cop escalfat i en diferents condicions d'humitat. Va realitzar aquest experiment en CO₂, aire comú i hidrogen. Entre els gasos que va provar, Foote va concloure que l'àcid carbònic (CO₂) atrapava la màxima escalfor, arribant a una temperatura de 52 °C. Mirant a la història de la Terra, Foote va teoritzar que 
"Una atmosfera d'aquest gas donaria a la nostra terra una temperatura elevada; i si, com alguns suposen, en un període de la seva història, l'aire hagués barrejat amb ell una proporció més gran que en l'actualitat, hauria d'haver resultat necessàriament un augment de la temperatura de la seva pròpia acció, així com de l'augment del pes."
Foote va il·lustrar els seus descobriments en un article titulat Circumstances affecting the Heat of the Sun's Rays, que va ser acceptat a la vuitena reunió anual de l'American Association for the Advancement of Science el 23 d'agost de 1856. No és clar per què Foote no el va presentar ella mateixa, ja que en principi a les dones se les permetia parlar-hi, però va ser el professor John Henry, de la Smithsonian Institution, qui va fer la presentació del seu article. Abans de llegir l'obra de Foote, Henry va presentar els descobriments afirmant que "la ciència no era de cap país ni de cap sexe. L'esfera de la dona abraça no només allò bell i útil, sinó també allò veritable". El seu estudi no va ser inclòs en les actes anuals de l'AAAS, a diferència del seu marit, Elisha, que també va assistir a l'acte i sí va ser tingut en compte. L'article de Foote va ser publicat més tard el mateix any amb el seu nom a l'American Journal of Science and Arts. El periodista David A. Wells va publicar una ressenya del treball en el volum de 1857 de l'Annual of Scientific Discovery. En informar sobre aquesta reunió anual, Wells va reproduir les paraules del professor Henry. En una columna de l'edició de setembre de 1856 de Scientific American titulada Scientific Ladies, Foote va ser elogiada per donar suport a les seves opinions sobre experiments pràctics: "Alguns no tan sols han mantingut, sinó expressat, la funesta idea que les dones no posseeixen la força mental necessària per a la investigació científica (...) Els experiments de la senyora Foote ofereixen abundant evidència de la capacitat de la dona per a investigar qualsevol tema amb originalitat i precisió".
Aparentment desconeixent la publicació de 1856 a l'AAAS dels experiments de Foote sobre els gasos que atrapen la llum solar, tres anys després John Tyndall va informar dels seus resultats investigant com diversos gasos atrapaven la radiació tèrmica infraroja, que va ser publicat per Proceedings of the Royal Society, de la qual era membre. Va assenyalar: "No sabem res de l'efecte, fins i tot, de l'aire sobre la calor radiada de fonts terrestres... Pel que fa a l'acció d'altres gasos sobre la calor, no tenim, fins on arriba el meu coneixement, ni un sol experiment". De manera incorrecta, s'ha atribuït a Tyndall en gran manera la realització dels treballs fonamentals sobre l'efecte d'hivernacle i la ciència del canvi climàtic.
Foote també va treballar en l'excitació elèctrica de gasos, i l'agost de 1857 el seu treball es va publicar de nou a Proceedings of the American Association for the Advancement of Science. També va rebre una patent el 1860 per un "farciment de soles de botes i sabates" fet d'"una sola peça, de cautxú vulcanitzat" per "evitar el grinyol de botes i sabates".
A més, el 1867 Foote va desenvolupar una nova màquina de fabricar paper que produïa paper descrit com "una millora notòria respecte els tipus ordinaris pel que fa a la força, la suavitat i la facilitat per esquinçar-se uniformement".

### Reconeixement
El 2010, el geòleg del petroli jubilat i investigador independent Ray Sorenson es va topar amb el treball de Foote en un volum d'Annual Scientific Discovery del 1857. Ràpidament es va adonar que Foote va ser la primera persona a relacionar el diòxid de carboni amb el canvi climàtic i que el seu treball no havia estat reconegut. El gener de 2011 Sorenson va publicar els seus descobriments sobre Foote a Search and Discovery de l'AAPG, on va rebre més resposta que cap altre treball de Sorenson.
El maig del 2018 es va celebrar a la Universitat de Califòrnia a Santa Barbara un simposi sobre la seva obra, Science Knows No Gender: In Search of Eunice Foote Who 162 Years Ago Discovered the Principal Cause of Global Warming.
Al novembre de 2019, una conferència i una exposició de la biblioteca a la Universitat de Califòrnia a Santa Barbara van reconèixer la contribució de Foote a la ciència climàtica i la seva omissió de la història d'aquest camp. "La història de Foote no ha estat mai convincent perquè això millora la visibilitat de les dones a les ciències i les seves aportacions significatives", "Jo l'anomeno la Rosa Parks de la ciència", va dir John Perlin, investigador del departament de física. Perlin escriu un llibre sobre Foote per fer evident la primacia de Foote a l'hora de posar les bases per comprendre l'efecte d'hivernacle, un component crític del sistema climàtic. Espera ajudar a restaurar el seu lloc entre altres pioners primerencs de la ciència climàtica, com John Tyndall i Svante Arrhenius.
Des que l'obra de Foote va entrar a l'àmbit públic, hi ha hagut molt debat sobre si Tyndall va utilitzar deliberadament l'obra de Foote sense el degut crèdit o si es tractava d'una coincidència temporal.